# Jelena Betsjke
Jelena Joerjevna Betsjke (Russisch: Елена Юрьевна Бечке) (Leningrad, 7 januari 1966) is een Russisch voormalig kunstschaatsster. Betsjke en haar toenmalige echtgenoot Denis Petrov namen in 1992 met het gezamenlijk team, bestaande uit de voormalige Sovjet-republieken, deel aan de Olympische Winterspelen in Albertville. Ze wonnen er de zilveren medaille bij de paren.

## Biografie
Jelena Betsjke schaatste van 1979 tot 1987 met Valeri Kornijenko bij de paren. Hun belangrijkste overwinningen waren een gouden medaille tijdens de allereerste Skate Canada voor paren in 1984 en een bronzen plak bij de EK 1986. Toen Kornijenko in 1987 stopte met de sport adviseerde Tamara Moskvina, destijds hun coach, om verder te gaan met Denis Petrov.
In 1989 namen Betsjke en Petrov voor het eerst deel aan de wereldkampioenschappen; ze veroverden meteen de bronzen medaille, wat tevens hun enige WK-medaille zou blijven. Ze wonnen twee zilveren medailles bij de Europese kampioenschappen in 1991 en 1992, veroverden in 1992 de nationale titel en bemachtigden olympisch zilver bij de Olympische Winterspelen in Albertville. Ze beëindigden vervolgens hun carrière als amateurs. Betsjke en Petrov, die van 1990 tot 1995 gehuwd waren, gingen verder als professionals. Na vier keer zilver bij de WK voor professionals wonnen de twee in 1996 goud. Drie jaar later volgde een vijfde zilveren medaille. In 2000 stopten ze de samenwerking. Hoewel het contact goed was, verwaterde dit later toch. Betsjke werkte daarna als kunstschaatscoach in de Verenigde Staten. Ze is hertrouwd en heeft twee kinderen: een zoon (2002) en een dochter (2004).

## Belangrijke resultaten
1979-1987 met Valeri Kornijenko, 1987-1992 met Denis Petrov (tot 1992 voor de Sovjet-Unie uitkomend)
| Kampioenschap           | 81/82 | 82/83 | 83/84 | 84/85 | 85/86 | 86/87 |    | 87/88 | 88/89 | 89/90  | 90/91  | 91/92 |
| ----------------------- | ----- | ----- | ----- | ----- | ----- | ----- | -- | ----- | ----- | ------ | ------ | ----- |
| Olympische Spelen       |       |       |       |       |       |       |    |       |       |        | Zilver |       |
| Wereldkampioenschap     |       |       |       |       |       |       |    | Brons |       | 4e     | 4e     |       |
| Europees kampioenschap  |       |       |       |       | Brons |       |    |       |       | Zilver | Zilver |       |
| Nationaal kampioenschap | 6e    |       | Brons | 4e    | 5e    |       | 4e | 4e    | 4e    | Brons  | Goud   |       |